# Zatrephes dithyris
Zatrephes dithyris är en fjärilsart som beskrevs av George Francis Hampson 1905. Zatrephes dithyris ingår i släktet Zatrephes och familjen björnspinnare. Inga underarter finns listade i Catalogue of Life.